# Waynea
Waynea — рід грибів родини рамалінові (Ramalinaceae). Назва вперше опублікована 1990 року.

## Класифікація
До роду Waynea відносять 6 видів:
- Waynea adscendens
- Waynea algarvensis
- Waynea californica
- Waynea cretica
- Waynea giraltiae
- Waynea hirsuta